# Oloessa minuta
Oloessa minuta là một loài bọ cánh cứng trong họ Cerambycidae.